# Cryphia lutescens
Cryphia lutescens là một loài bướm đêm trong họ Noctuidae.